# Rawa Badak Selatan
Rawa Badak Selatan is een kelurahan in het onderdistrict Koja in het noorden van Jakarta, Indonesië. De wijk telt 46.306 inwoners (volkstelling 2010).